# Lidia Skowron
Lidia Skowron (ur. 31 maja 1919 w Batumi, zm. 21 lipca 2002 w Łodzi) – polska śpiewaczka operowa (sopran liryczny), primadonna bydgoskiej Opery w latach 1956-1961.

## Życiorys
W 1923 wraz z rodzicami osiedliła się w Busku Zdroju, gdzie ukończyła gimnazjum. W 1952 uzyskała dyplom Średniej Szkoły Muzycznej w Łodzi. Studiowała także śpiew w Średniej Szkole Muzycznej w Bydgoszczy u prof. Felicji Krysiewiczowej.
Pracę artystyczną rozpoczęła w 1945 audycjami muzycznymi i radiowymi w charakterze śpiewaczki na koncertach symfonicznych i oratoryjnych na terenie całego kraju. W latach 1952–1955 była etatową solistką w Państwowej Filharmonii w Krakowie, którą prowadził wówczas Bohdan Wodiczko. Koncertowała ponadto i nagrywała m.in. z Orkiestrą Symfoniczną Polskiego Radia w Bydgoszczy (od 1946), z łódzką orkiestrą symfoniczną pod dyrekcją Henryka Czyża, występowała na „Warszawskiej Jesieni”, w Poznaniu z Chórem Chłopięco-Męskim Stefana Stuligrosza itp.
W latach 60. jej głos był często słyszany z radioodbiorników, na estradach i scenach operowych. Debiutem zagranicznym były w 1961 występy w Pradze czeskiej, gdzie śpiewała gościnnie na scenie tamtejszej Opery Narodowej.
1 lutego 1956 została zaangażowana do Studia Operowego w Bydgoszczy. W placówce tej pracowała do 31 sierpnia 1962. Występowała w roli Zuzi w inauguracyjnym spektaklu Studia Operowego „Verbum nobile” S. Moniuszki (21 września 1956). Na scenie bydgoskiej opery, od pierwszych spektakli i premier, Lidia Skowron była wybijającą się artystką kreującą pierwszoplanowe role. Śpiewała w „Opowieściach Hoffmana” J. Offenbacha, była Małgorzatą w „Fauście” Ch. Gounoda, Halką i Madame Butterfly. Była śpiewaczką o ładnej urodzie scenicznej. Występowała gościnnie na scenie Opery Łódzkiej, a w 1962 została zaangażowana na stałe do Teatru Wielkiego w Łodzi.
Pochowana na cmentarzu komunalnym Doły w Łodzi

### Rodzina
Lidia Skowron wyszła za mąż za Franciszka Wesołowskiego, pedagoga, profesora, późniejszego rektora Państwowej Wyższej Szkoły Muzycznej w Łodzi.